# 부신피질암
부신피질암(Adrenocortical carcinoma, ACC)은 부신겉질(스테로이드 호르몬 생성 조직)에서 발생하는 공격적인 암이다.
부신피질암은 쿠싱 증후군, 콘 증후군, 남성화 및 여성화를 포함하여 스테로이드 호르몬 생성("기능적") 종양을 가진 환자에서 발생할 수 있는 많은 호르몬 증후군에 대해 주목할 만하다. 부신피질암은 진단 당시 주변 조직을 침범하거나 먼 장기로 전이하는 경우가 많으며, 전체 5년 생존율은 약 50%이다.
부신피질암은 1년에 인구 100만 명당 1~2명이 발생하는 희귀 종양이다. 5세 미만의 어린이와 30~40세의 성인에서 집단적으로 발생하는 이봉 분포(bimodal distribution)를 보이고 있다. 널리 사용되는 안지오텐신-II 반응성 스테로이드 생성 세포주 H295R은 원래 부신피질암으로 진단된 종양에서 분리되었다.